# Kallapur, Parasgad
Kallapur là một làng thuộc tehsil Parasgad, huyện Belgaum, bang Karnataka, Ấn Độ.